# Hypnose (film, 1999)
Pour les articles homonymes, voir Hypnose (homonymie).
Série
Hypnose 2
(2007)
Pour plus de détails, voir Fiche technique et Distribution.
Hypnose ou Les Portes de l'esprit au Québec (Stir of Echoes) est un film américain réalisé par David Koepp, sorti en 1999. Il s'agit d'une adaptation cinématographique du roman Échos (A Stir of Echoes) de Richard Matheson.

## Synopsis
Tom Witzky, ouvrier à Chicago, mène une vie de famille modeste tout à fait ordinaire avec sa femme Maggie et leur fils Jake. Un soir, sa femme lui apprend qu'elle est enceinte. Plus tard dans la soirée, au cours d'une fête entre voisins, Tom accepte, par jeu, une séance d'hypnose faite par sa belle-sœur Lisa. Il se réveille peu après sans aucun souvenir de ce qu'il a raconté aux autres convives. Plus tard dans la nuit, chez lui, il est assailli par des rêves troublants, dans lesquels il voit quelqu'un se faire agresser ainsi que le fantôme d'une jeune fille dans l'entrée de sa maison. Ses visions reviennent de plus en plus souvent et de façon toujours plus intenses, il désespère à l'idée de savoir ce qu'elles veulent dire. Il comprend que la jeune fille s'appelle en fait Samantha Kozak et qu'elle a disparu du quartier six mois auparavant. Tom met progressivement au jour un terrible secret. Maggie, effrayée par la transformation de son mari, tente de trouver un moyen de le soigner.

## Fiche technique
Sauf indication contraire, les informations mentionnées dans cette section peuvent être confirmées par la base de données cinématographiques IMDb,  présente dans la section « Liens externes ».
- Titre original : Stir of Echoes
- Titre français : Hypnose
- Titre québécois : Les Portes de l'esprit
- Réalisation : David Koepp
- Scénario : David Koepp, d'après le roman de Richard Matheson Échos (A Stir of Echoes, 1958)[Note 1]
- Musique : James Newton Howard
- Direction artistique : David W. Krummel
- Décors : Nelson Coates et Susie Goulder
- Costumes : Leesa Evans
- Photographie : Fred Murphy
- Son : Tim Chau, Andy D'Addario, Terry O'Bright
- Montage : Jill Savitt
- Production : Gavin Polone et Judy Hofflund

Production déléguée : Michele Weisler
- Société de production[1] : Artisan Entertainment
- Sociétés de distribution[1] : Alliance (Canada), Mars Distribution (France)
- Budget : 12 millions de dollars[2],[3] / 13 millions de dollars[4]
- Pays de production :  États-Unis
- Langue originale : anglais, espagnol, coréen
- Format[5] : couleur (DeLuxe) - 35 mm - 1,85:1 (Panavision) - son Dolby Digital | SDDS
- Genre : Thriller, Fantastique
- Durée : 99 minutes
- Dates de sortie[6] :
  - États-Unis : 10 septembre 1999
  - Belgique : 22 mars 2000
  - France : 3 mai 2000
  - Canada : 15 août 1999 (Fantasia Film Festival)
- Classification[7] :
  -  États-Unis : R – Restricted (Les enfants de moins de 17 ans doivent être accompagnés d'un adulte).
  -  France : Interdit aux moins de 12 ans (visa d'exploitation no 99067 délivré le 27 mars 2000)[8].

## Distribution
- Kevin Bacon (VF : Philippe Vincent ; VQ : Benoît Rousseau) : Tom Witzky
- Kathryn Erbe (VF : Odile Cohen ; VQ : Julie Burroughs) : Maggie Witzky
- Illeana Douglas (VQ : Hélène Mondoux) : Lisa
- Kevin Dunn (VQ : Luis de Cespedes) : Frank McCarthy
- Conor O'Farrell (VF : Bernard Métraux ; VQ : Mario Desmarais) : Harry Damon
- Zachary David Cope (VQ : Émile Mailhiot) : Jake Witzky
- Jennifer Morrison (VQ : Sophie Léger) : Samantha Kozac
- Lusia Strus (VQ : Johanne Garneau) : Sheila McCarthy
- Steve Rifkin (VQ : Sylvain Hétu) : Kurt Damon
- Chalon Williams (VQ : Benoît Éthier) : Adam McCarthy
- Eddie Bo Smith Jr. (VF : Jean-Michel Martial ; VQ : Éric Gaudry) : Neil

## Distinctions
Entre 1999 et 2000, Hypnose a été sélectionné 12 fois dans diverses catégories et a remporté 3 récompenses,.

### Récompenses
- National Board of Review 1999 : reconnaissance spéciale pour l'excellence du cinéma.
- Festival international du film fantastique de Gérardmer - Fantastic'Arts 2000 : Grand Prix décerné à David Koepp.
- International Horror Guild Awards 2000 : Prix IHG du meilleur film.

### Nominations
- Prix Fangoria Chainsaw 2000 :
  - Meilleur film à large diffusion,
  - Meilleur scénario pour David Koepp,
  - Meilleur acteur pour Kevin Bacon,
  - Meilleure actrice dans un second rôle pour Illeana Douglas.
- Festival international du film fantastique de Gérardmer - Fantastic'Arts 2000[10] :
  - Prix du Jury pour David Koepp,
  - Prix du Jury Jeunes pour David Koepp,
  - Prix de la Critique pour David Koepp,
  - Prix des lecteurs Ciné-Live pour David Koepp.
- Young Artist Awards 2000 : meilleur jeune acteur âgé au maximum de 10 ans dans un film pour Zachary David Cope.

## Sortie et accueil
Le film connaît un succès commercial modéré, rapportant 21 142 914 $ au box-office américain et 5 600 000 $ à l'international, pour un total de 26 742 914 $ au box-office mondial.
En France, il totalise 759 900 entrées.

## Autour du film
Une reprise par Gob de la chanson Paint It, Black du groupe The Rolling Stones revient régulièrement au cours du film.
Une suite est sortie directement en DVD intitulée tout simplement "Hypnose 2" (Stir of Echoes 2 : The Homecoming) avec Rob Lowe.
Certaines scènes sont tournées à la basilique Saint-Hyacinthe de Chicago.
Une grosse erreur dans le dialogue au début de Lisa calculant la date où devrait naître le bébé de sa soeur, qu'elle situe en juin, gémeaux donc, ce qu'elle dit, mais en disant que gémeaux c'est bien Einstein était gémeaux... Or Albert Einstein étant né le 14 mars il ne pouvait en aucun cas être gémeaux, mais poisson Signe du zodiaque ... A voir le vrai dialogue avec la V.O.